# アニメ80日間世界一周
『アニメ80日間世界一周』（アニメはちじゅうにちかんせかいいっしゅう、西: La vuelta al mundo de Willy Fog）は、日本の日本アニメーションとスペインのBRB Internacionalが1983年に共同製作したテレビアニメである。

## 概要
ジュール・ヴェルヌの小説作品『八十日間世界一周』を原作とする作品で、登場人物はすべて動物に置き換えられている。1話26分で、全26話。
スペインでは『La vuelta al mundo de Willy Fog』というタイトルで、1984年1月15日から同年7月15日までテレビシオン・エスパニョーラの主要チャンネルTVE1（La 1）で放送。日本では、1985年7月21日（1巻 - 3巻）・8月21日（4巻）・9月21日（5巻 - 7巻）にVHD規格のOVA『どうぶつ80日間世界一周』として発売された後、1987年10月10日から1988年3月26日までテレビ朝日とその系列局でテレビ放送された。ただし日本でのテレビ放送時には、第14話・第18話・第21話・第22話の4話分が未放送となっている。また担当声優も、一部がOVAのものと異なっている。
BRB Internacional は1993年、同じくジュール・ヴェルヌ作の『海底二万里』を原作とする『Willy Fog 2』を製作した（アニメーション制作は台湾のWang Film Productionsが担当）。2008年には製作25周年を記念し、本作のミュージカル版をスペインで製作・公演した。

## あらすじ
英国紳士のウィリー・フォグは、あるクラブにて銀行頭取のサリバンと80日間で世界一周できるか20000ポンドの賭けをおこなった。フォグは、サリバンに雇われたトランスファーによる妨害工作を乗り越え、また警察に銀行強盗と間違われ追われつつ世界一周を目指す。

## 登場人物
| 役名                          | 動物       | 担当声優          | 担当声優   | 担当声優     |
| 役名                          | 動物       | TVE版             | OVA版      | テレビ朝日版 |
| ----------------------------- | ---------- | ----------------- | ---------- | ------------ |
| Willy Fog（ウィリー・フォグ） | ライオン   | Claudio Rodríguez | 銀河万丈   | 銀河万丈     |
| Rigodón（リゴドン）           | ネコ       | Manuel Peiró      | 佐藤正治   | 富山敬       |
| Tico（チコ）                  | ハムスター | José Moratalla    | 島本須美   | 野沢雅子     |
| Romy（ロミー姫）              | ヒョウ     | Gloria Cámara     | 山本百合子 | 高橋美紀     |
| Sullivan（サリバン頭取）      | オオカミ   | Félix Acaso       | 玄田哲章   | 玄田哲章     |
| Transfer（トランスファー）    | オオカミ   | Antolín García    | 千葉繁     | 千葉繁       |
| Dix（ディスク刑事）           | イヌ       | Rafael de Penagos | 永井一郎   | 永井一郎     |
| Bully（ブーリー助手）         | ブルドッグ | Luis Marín        | 緒方賢一   | 緒方賢一     |
| ローアン警視                  | ネコ       |                   | 西村知道   | 西村知道     |
| Ralph（ラルフ記者）           | ビーバー   | Eduardo Jover     | 龍田直樹   | 龍田直樹     |
| 鉄道会社社長                  |            |                   | 塩屋浩三   | 塩屋浩三     |
| 新聞社社長                    |            |                   | 青森伸     | 青森伸       |

## スタッフ
- 原作 - ジュール・ヴェルヌ（※ジュール・ベルヌ名義）
- 製作 - 本橋浩一
- 製作管理 - 高桑充
- 企画 - 佐藤昭司
- 脚本 - 中西隆三
- 音楽 - 菊池俊輔
- キャラクターデザイン - 熊田勇
- 美術監督 - 川本征平[3]
- 録音監督 - 藤野貞義
- 撮影監督 - 森田俊昭
- プロデューサー - 中島順三、松土隆二
- 監督 - 黒川文男
- 制作 - B.R.B. Internacional S.A.、日本アニメーション
- © 日本アニメーション・テレビ朝日 1987

### スペイン語版スタッフ
オープニングクレジット
- BRB Internacional S.A. presenta - La vuelta al mundo de Willy Fog
- Basada en la obra de Julio Verne - “La vuelta al mundo en 80 días”
- Una producción de - B.R.B. Internacional S.A. → B.R.B. Internacional
- Con la colaboración de - Televisión Española S. A. → Televisión Española, S.A.
- Música de - Guido y Mauricio De Angelis → Música - Guido y Maurizio De Angelis
- Edición musical - Cabum Magister
- Localización de exteriores - Iberia Líneas Aéreas de España
- Canciones interpretadas por - Mocedades
- en Discos - CBS
- Dirección - Luis Ballester
- Productor ejecutivo - Claudio Biern Boyd

エンディングクレジット
- Guión original - Claudio Biern Boyd → Claudio Biern
- Coordinador literario - Rafael Soler
- Adaptador de diálogos y director de doblaje → Adaptación de diálogos y dirección de doblaje - Manuel Peiro → Manuel Peiró
- Productores asociados - Jose Luis Rodríguez → José Luis Rodríguez, Jose Manuel Iglesias → José Manuel Iglesias
- Adaptación musical → Voces y mezclas de los temas musicales - Oscar Gomez → Oscar Gómez
- Montaje - Soledad López
- Ayudante montaje → Ayudante de montaje - Carmen Ortega
- Efectos sonoros - Luis Castro
- Ayudante de producción - María Aragón
- Coordinación de la producción - Marisa Mato
- © Copyright B.R.B. Internacional, S.A. 1983 → © B.R.B. Internacional. - 1983
- Técnicos de sonido - Eduardo Fernandez → Eduardo Fernández, Alfonso Pino, Jose Esquirol → José Esquirol, Jose Maria San Mateo → José María San Mateo
- Estudio de sonorización - EXA, S.A.
- Laboratorio - Fotofilm Madrid S.A. → Fotofilm Madrid, S.A.

## 主題歌

### スペイン
オープニングテーマ - 「La Vuelta al Mundo de Willy Fog」
唄 - Claudio Rodríguez、Manuel Peiró、José Moratalla、Gloria Cámara / 作詞・作曲 - Oliver Onions
エンディングテーマ - 「Sílbame」
唄 - Claudio Rodríguez、Manuel Peiró、José Moratalla、Gloria Cámara / 作詞・作曲 - Oliver Onions

### 日本
オープニングテーマ - 「スカイ ウェイ」
唄 - 潘恵子（キャニオン・レコード） / 作詞 - 伊藤アキラ / 作曲 - 小林泉美 / 編曲 - 安西史孝
エンディングテーマ - 「ふたりの時計」
唄 - 潘恵子（キャニオン・レコード） / 作詞 - 伊藤アキラ / 作曲 - 小林泉美 / 編曲 - 安西史孝

## 各話リスト
| 話数     | OVA版サブタイトル    | テレビ朝日版 放送日 | テレビ朝日版サブタイトル               | TVE版サブタイトル               | 絵コンテ | 演出     | 作画監督          |
| -------- | -------------------- | ------------------- | -------------------------------------- | ------------------------------- | -------- | -------- | ----------------- |
| 1        | フォグ氏賭に挑戦の巻 | 1987年 10月10日     | なぞの大金持ち 大冒険の旅へ出発!       | La apuesta                      | 黒川文男 | （不明） | 香西隆男          |
| 2        | さらばロンドンよの巻 | 10月17日            | さらばロンドン 列車内の怪事件!         | La partida                      | 黒川文男 | （不明） | 香西隆男          |
| 3        | 花のパリは大騒動の巻 | 10月24日            | 花のパリは大騒動!? 暴走馬車を止めろ    | Viaje accidentado               | 黒川文男 | （不明） | 香西隆男          |
| 4        | エジプト遺跡冒険の巻 | 11月7日             | エジプト遺跡大冒険 神殿の黒い影は…?    | Se busca a Willy Fog            | 腰繁男   | （不明） | 香西隆男          |
| 5        | フォグ氏二人登場の巻 | 11月14日            | フォグ氏が2人…? おどる巨大シャチ!      | Aventura en pagoda              | 岡部英二 | （不明） | 香西隆男          |
| 6        | ボンベイさんざんの巻 | 11月21日            | フォグ氏逮捕される! ボンベイは大混乱   | Willy Fog y el fantasma         | 岡部英二 | 岡部英二 | 香西隆男          |
| 7        | 線路は、ここまでの巻 | 11月28日            | 大変だ!インド高原で線路が消えた?       | El expreso de Calcuta           | 森田浩光 | 森田浩光 | 香西隆男 本木久年 |
| 8        | ジャングル象旅行の巻 | 12月5日             | 危機また危機! 大ジャングル象旅行       | Peligro en la selva             | 鈴木行   | （不明） | 香西隆男          |
| 9        | ロミー姫救出作戦の巻 | 12月12日            | 迫る狂暴部族! ロミー姫救出大作戦       | El rescate de Romy              | 腰繁男   | （不明） | 香西隆男          |
| 10       | 象代金は千ポンドの巻 | 12月19日            | びっくりぎょうてん ロミー王女の過去!?  | Un regalo para Parsi            | 大町繁   | （不明） | 香西隆男          |
| 11       | 裁判はカルカッタの巻 | 12月26日            | ボートは沈没か? 裁判はカルカッタ!?     | El bombín de Rigodón            | 森田浩光 | 森田浩光 | 本木久年          |
| 12       | 愛のシンガポールの巻 | 1988年 1月9日       | 愛のシンガポールから台風の海へ!        | Tempestad en el mar de la China | 岡部英二 | （不明） | 香西隆男          |
| 13       | ホンコン罠また罠の巻 | 1月16日             | わな!ワナ! ホンコンは危険な香り        | Rigodón cae en la trampa        | 遠藤克己 | （不明） | 香西隆男          |
| 14       | 海賊船長いい船長の巻 | 未放映              |                                        | Rumbo a Yokohama                | 遠藤克己 | （不明） | 香西隆男          |
| 15（14） | 横浜大サーカス!の巻  | 1月23日             | 日本到着! 横浜大サーカス入団騒動?      | El circo de Akita               | 黒川文男 | （不明） | 香西隆男          |
| 16（15） | ハワイアン大感動の巻 | 1月30日             | アロハー!? ハワイアンラブ大事件        | Fiesta en Hawai                 | 遠藤克己 | （不明） | 香西隆男 アベ正己 |
| 17（16） | メキシコ気球脱出の巻 | 2月6日              | 助っ人参上! 熱気球でメキシコ脱出       | Viaje en globo                  | 鈴木行   | 岡崎幸男 | 石之博和          |
| 18       | フォグ対ガンマンの巻 | 未放映              |                                        | En el ferrocarril del Pacífico  | 鈴木行   | 岡崎幸男 | 石之博和          |
| 19（17） | 列車橋を飛び越すの巻 | 2月13日             | 生か死か? 恐怖の大鉄橋崩壊!!           | La estampida                    | 森田浩光 | 森田浩光 | 本木久年          |
| 20（18） | インデアン大襲撃の巻 | 2月20日             | インディアンの襲撃! 暴走パニック大列車 | Una decisión arriesgada         | 遠藤克己 | 岡部英二 | 本木久年          |
| 21       | 駅馬車東部へ進むの巻 | 未放映              |                                        | Un tren muy especial            | 遠藤克己 | 岡部英二 | 本木久年          |
| 22       | 渡れナイヤガラの滝   | 未放映              |                                        | El regreso de Rigodón           | 遠藤克己 | 岡部英二 | 本木久年          |
| 23（19） | 大西洋に乗り出すの巻 | 2月27日             | 大混乱の大西洋 船の中は腹いただらけ!?  | Destino Nueva York              | 遠藤克己 | （不明） | 香西隆男 アベ正己 |
| 24（20） | ついに船を燃やすの巻 | 3月12日             | 前代未聞! 船を燃やして大航海?          | Motín en la Henrieta            | 森田浩光 | （不明） | 石之博和          |
| 25（21） | フォグ氏逮捕さるの巻 | 3月19日             | もうダメか? 10分遅れでロンドン到着!!   | El arresto de Willy Fog         | 岡部英二 | （不明） | 本木久年          |
| 26（22） | フォグ氏大逆転の巻   | 3月26日             | 80日か?81日か? ドンデン返しの大逆転    | Decisión final                  | 萩原亨   | 萩原亨   | 石之博和          |

## 日本の放送局
放送日時は1988年2月中旬 - 3月上旬時点、放送局の系列は本作放送当時のものとする。
| 放送対象地域   | 放送局             | 系列                          | 放送日時           | 備考                  |
| -------------- | ------------------ | ----------------------------- | ------------------ | --------------------- |
| 関東広域圏     | テレビ朝日         | テレビ朝日系列                | 土曜 19:30 - 20:00 | 製作局                |
| 北海道         | 北海道テレビ       | テレビ朝日系列                | 土曜 19:30 - 20:00 |                       |
| 宮城県         | 東日本放送         | テレビ朝日系列                | 土曜 19:30 - 20:00 |                       |
| 福島県         | 福島放送           | テレビ朝日系列                | 土曜 19:30 - 20:00 |                       |
| 新潟県         | 新潟テレビ21       | テレビ朝日系列                | 土曜 19:30 - 20:00 |                       |
| 静岡県         | 静岡けんみんテレビ | テレビ朝日系列                | 土曜 19:30 - 20:00 | 現・静岡朝日テレビ。  |
| 中京広域圏     | 名古屋テレビ       | テレビ朝日系列                | 土曜 19:30 - 20:00 |                       |
| 近畿広域圏     | 朝日放送           | テレビ朝日系列                | 土曜 17:55 - 18:25 | 1時間35分先行ネット。 |
| 広島県         | 広島ホームテレビ   | テレビ朝日系列                | 土曜 19:30 - 20:00 |                       |
| 香川県・岡山県 | 瀬戸内海放送       | テレビ朝日系列                | 土曜 19:30 - 20:00 |                       |
| 福岡県         | 九州朝日放送       | テレビ朝日系列                | 土曜 19:30 - 20:00 |                       |
| 鹿児島県       | 鹿児島放送         | テレビ朝日系列                | 土曜 19:30 - 20:00 |                       |
| 山形県         | 山形放送           | テレビ朝日系列 日本テレビ系列 | 火曜 17:30 - 18:00 |                       |
| 長野県         | テレビ信州         | テレビ朝日系列 日本テレビ系列 | 日曜 7:30 - 8:00   |                       |
| 鳥取県・島根県 | 日本海テレビ       | 日本テレビ系列                | 月曜 19:00 - 19:30 |                       |
| 熊本県         | テレビ熊本         | テレビ朝日系列 フジテレビ系列 | 水曜 16:30 - 17:00 |                       |
| 岩手県         | 岩手放送           | TBS系列                       | 金曜 6:00 - 6:30   | 現・IBC岩手放送。     |
| 山梨県         | テレビ山梨         | TBS系列                       | 木曜 16:25 - 16:55 |                       |